# Daniel Pearl

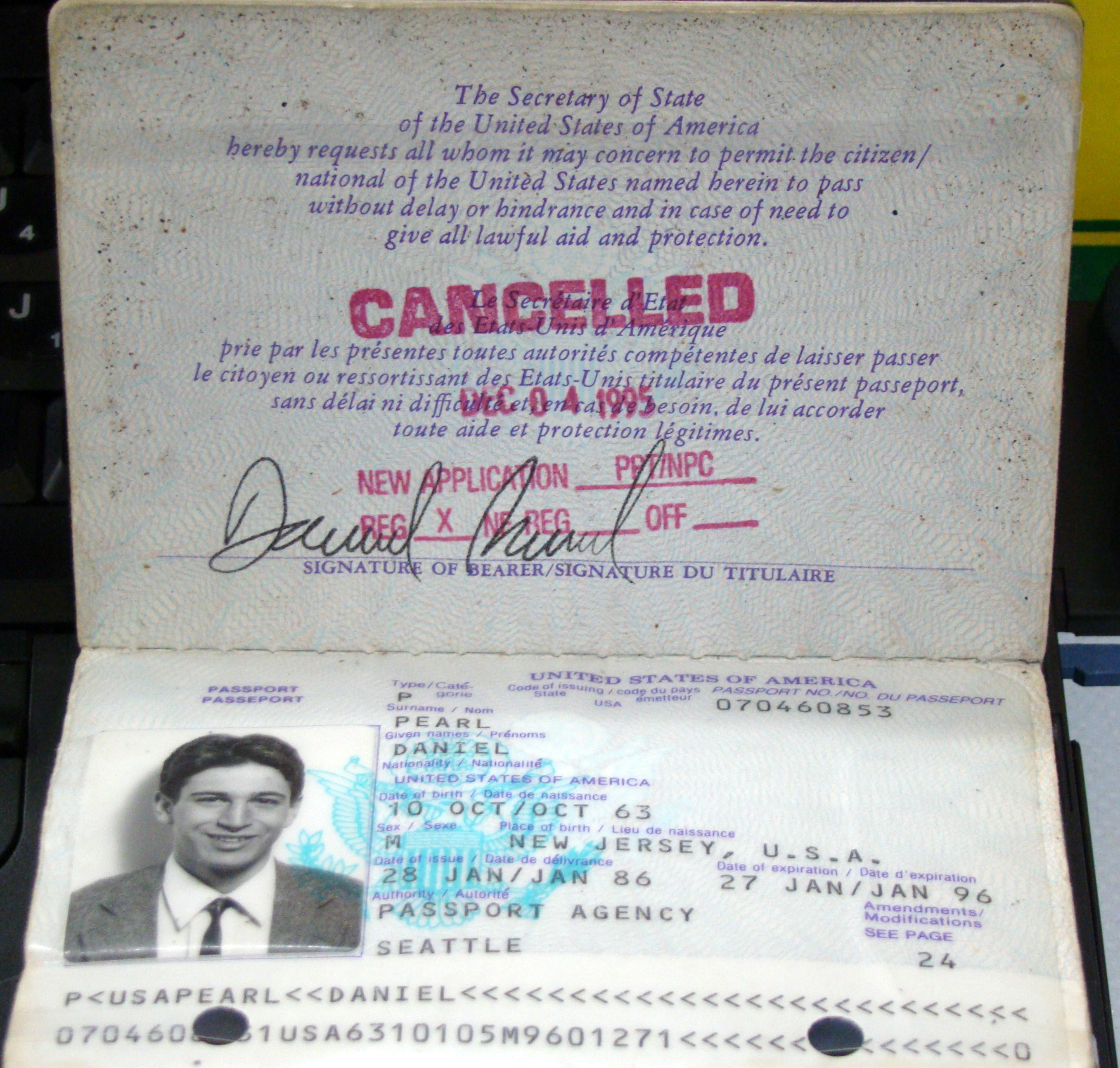
een verlopen paspoort van Daniel Pearl in het newseum te Washington

Daniel Pearl (Princeton (New Jersey), 10 oktober 1963 – Karachi, 1 februari 2002) was een Amerikaanse journalist die werd ontvoerd en vermoord door onthoofding in de Pakistaanse stad Karachi. Ten tijde van zijn ontvoering werkte Pearl vanuit Mumbai als hoofd Zuid-Azië voor de Wall Street Journal. Hij onderzocht onder meer de zaak van schoenbomman Richard Reid, en vermeende connecties tussen Al Qaida en de Pakistaanse Inter-Services Intelligence. In verband met dat onderzoek verbleef hij regelmatig in Pakistan.

## Pearls carrière
Pearl groeide op in Los Angeles, waar hij het lagere en middelbare onderwijs volgde. Zijn vader Judea Pearl, geboren te Tel Aviv, was hoogleraar aan de Universiteit van Californië. Pearls moeder was, evenals zijn vader, van Joodse afkomst. Zij was in Irak geboren. Judea Pearl beschreef de banden van de familie Pearl met het Joodse volk in het boek What Israel Means to Me.
Van 1981 tot 1985 bezocht Pearl de Stanford-universiteit, waar hij communicatiewetenschappen studeerde en medeoprichter was van de studentenkrant Stanford Commentator.
In 1990 trad Pearl in dienst bij de Wall Street Journal, aanvankelijk in Atlanta, vanaf 1993 in Washington en vanaf 1996 in Londen. Hij schreef luchtige artikelen, bijvoorbeeld over een Stradivarius-viool die langs een snelweg werd gevonden. Maar hij hield zich ook bezig met onderzoeksjournalistiek en met oorlogsverslaggeving. Hij versloeg de oorlogen in Joegoslavië en de Amerikaanse raketaanval op Khartoem waarbij hij aantoonde dat het doelwit een farmaceutische fabriek was geweest.
Hij trouwde met Mariane van Neyenhoff, dochter van een Cubaanse moeder en van een Joods-Nederlandse vader die voor de nazi's naar Frankrijk was gevlucht. Het echtpaar beschouwde zichzelf als wereldburgers. Hun zoon, Adam Daniel Pearl, werd drie maanden na Pearls dood geboren.

## Pearls dood
Op 23 januari 2002 werd Pearl uit een restaurant, waar hij meende sjeik Mubarak Ali Gilani te zullen interviewen, ontvoerd door een groepering die zich The National Movement for the Restoration of Pakistani Sovereignty noemde. Deze groepering beweerde dat Pearl een CIA-agent was. Met gebruikmaking van een Hotmailadres eisten ze onder meer vrijlating van alle Pakistaanse terreurverdachten. Wanneer Amerika niet aan de eisen zou voldoen, dan zou Pearl worden gedood en dan zouden andere Amerikaanse journalisten in Pakistan hetzelfde lot ondergaan. Om de eis kracht bij te zetten werden er foto's van Pearl meegestuurd, waarop hij een recente krant vasthield en er een geweerloop tegen zijn hoofd werd gehouden. Negen dagen later werd Pearl onthoofd. Zijn lichaam werd even buiten Karachi in stukken gesneden teruggevonden. Een autopsie was overbodig, daar de ontvoerders een video hadden vrijgegeven waarop de onthoofding van Pearl tot in detail zichtbaar was.
Later bekende Khalid Sheikh Mohammed de persoon te zijn geweest die Pearl onthoofd had. Hij deed deze bekentenis in Guantanamo Bay, waarbij niet bekend is in hoeverre er foltering is toegepast.
In Pakistan zelf werd de uit Groot-Brittannië afkomstige Omar Saeed Sheikh voor de moord ter dood veroordeeld, maar in 2020 werd het vonnis omgezet in zeven jaar gevangenisstraf, die de man al lang en breed had uitgezeten.
In 2003 werd het boek A Mighty Heart uitgebracht, waarin Pearls weduwe het verhaal van Pearls leven beschreef. Het boek werd in 2007 verfilmd.
De ouders en vrienden van Daniel Pearl richtten de Daniel Pearl Stichting op, een stichting die zich inzet voor multiculturalisme via journalistiek, muziek en moderne communicatietechnieken.